# Stazione di Ftan Baraigla
La stazione di Ftan Baraigla (originariamente chiamata solo stazione di Ftan) è una stazione ferroviaria passante della ferrovia dell'Engadina, gestita dalla Ferrovia Retica.
È posta a sud dal centro abitato di Ftan.

## Storia
La stazione entrò in funzione nel 1913 insieme alla tratta Bever-Scuol della linea dell'Engadina della Ferrovia Retica.